# Лілует
Лілует (англ. Lillooet) — окружний муніципалітет в Канаді, у провінції Британська Колумбія, у складі регіонального округу Сквоміш-Лілует.

## Населення
За даними перепису 2016 року, окружний муніципалітет нараховував 2275 осіб, показавши скорочення на 2,0%, порівняно з 2011-м роком. Середня густота населення становила 82,7 осіб/км².
З офіційних мов обидвома одночасно володіли 65 жителів, тільки англійською — 2 205. Усього 170 осіб вважали рідною мовою не одну з офіційних, з них 15 — одну з корінних мов, а 5 — українську.
Працездатне населення становило 57,7% усього населення, рівень безробіття — 10% (11,2% серед чоловіків та 7,7% серед жінок). 86,4% осіб були найманими працівниками, а 9,1% — самозайнятими.
Середній дохід на особу становив $36 988 (медіана $27 448), при цьому для чоловіків — $43 422, а для жінок $30 322 (медіани — $35 488 та $23 142 відповідно).
29,9% мешканців мали закінчену шкільну освіту, не мали закінченої шкільної освіти — 21,5%, 48,8% мали післяшкільну освіту, з яких 27,4% мали диплом бакалавра, або вищий, 10 осіб мали вчений ступінь.
| Статево-вікова структура населення | Статево-вікова структура населення | Статево-вікова структура населення | Статево-вікова структура населення | Статево-вікова структура населення |
| ---------------------------------- | ---------------------------------- | ---------------------------------- | ---------------------------------- | ---------------------------------- |
|                                    |                                    |                                    |                                    |                                    |
| Всього                             | Всього                             | 48,6%51,4%                         |                                    |                                    |
| 0 — 14 років                       | 0 — 14 років                       |                                    | 13%                                | 13%                                |
| 15 — 64 років                      | 15 — 64 років                      |                                    | 63,2%                              | 63,2%                              |
| 65 і більше                        | 65 і більше                        |                                    | 23,8%                              | 23,8%                              |
| 85 і більше                        | 85 і більше                        |                                    | 2,9%                               | 2,9%                               |
| Середній вік (років)               | Середній вік (років)               | 46,247,7                           | 46,9                               | 46,9                               |
| Медіана (років)                    | Медіана (років)                    | 50,351,7                           | 51,1                               | 51,1                               |
| — чоловіки — жінки                 |                                    |                                    |                                    |                                    |

| Походження мешканців:     | Походження мешканців:     | Походження мешканців: | Походження мешканців: | Походження мешканців: |
| ------------------------- | ------------------------- | --------------------- | --------------------- | --------------------- |
| Походження                |                           |                       | осіб                  | %                     |
| Корінні американці        | Корінні американці        |                       | 605                   | 26.89%                |
| Інше північноамериканське | Інше північноамериканське |                       | 700                   | 31.11%                |
| Європейське               | Європейське               |                       | 1 710                 | 76%                   |
| британське                | британське                |                       | 1 285                 | 57.11%                |
| французьке                | французьке                |                       | 185                   | 8.22%                 |
| українське                | українське                |                       | 125                   | 5.56%                 |
| Латинськоамериканське     | Латинськоамериканське     |                       | 35                    | 1.56%                 |
| Карибське                 | Карибське                 |                       | 10                    | 0.44%                 |
| Африканське               | Африканське               |                       | 10                    | 0.44%                 |
| Азійське                  | Азійське                  |                       | 135                   | 6%                    |
| Океанійське               | Океанійське               |                       | 35                    | 1.56%                 |

| Зайнятість населення за галузями (за класифікацією NOC): | Зайнятість населення за галузями (за класифікацією NOC): | Зайнятість населення за галузями (за класифікацією NOC): | Зайнятість населення за галузями (за класифікацією NOC): | Зайнятість населення за галузями (за класифікацією NOC): |
| -------------------------------------------------------- | -------------------------------------------------------- | -------------------------------------------------------- | -------------------------------------------------------- | -------------------------------------------------------- |
|                                                          |                                                          |                                                          |                                                          |                                                          |
| Управління                                               | Управління                                               |                                                          | 10,5%                                                    | 10,5%                                                    |
| Бізнес, фінанси та адміністрування                       | Бізнес, фінанси та адміністрування                       |                                                          | 12,4%                                                    | 12,4%                                                    |
| Природничі та прикладні науки                            | Природничі та прикладні науки                            |                                                          | 2,4%                                                     | 2,4%                                                     |
| Охорона здоров'я                                         | Охорона здоров'я                                         |                                                          | 8,6%                                                     | 8,6%                                                     |
| Освіта, правозахист, муніципальні та урядові служби      | Освіта, правозахист, муніципальні та урядові служби      |                                                          | 9,5%                                                     | 9,5%                                                     |
| Мистецтво, культура, відпочинок та спорт                 | Мистецтво, культура, відпочинок та спорт                 |                                                          | 1,4%                                                     | 1,4%                                                     |
| Роздрібна торгівля та послуги                            | Роздрібна торгівля та послуги                            |                                                          | 22,4%                                                    | 22,4%                                                    |
| Гуртова торгівля, транспорт та обладнання                | Гуртова торгівля, транспорт та обладнання                |                                                          | 22,9%                                                    | 22,9%                                                    |
| Природні ресурси, сільське господарство                  | Природні ресурси, сільське господарство                  |                                                          | 6,7%                                                     | 6,7%                                                     |
| Виробництво                                              | Виробництво                                              |                                                          | 3,8%                                                     | 3,8%                                                     |

## Клімат
Середня річна температура становить 7,9°C, середня максимальна – 22,8°C, а середня мінімальна – -10,7°C. Середня річна кількість опадів – 379 мм.
| Клімат поселення                              | Клімат поселення | Клімат поселення | Клімат поселення | Клімат поселення | Клімат поселення | Клімат поселення | Клімат поселення | Клімат поселення | Клімат поселення | Клімат поселення | Клімат поселення | Клімат поселення | Клімат поселення |
| Показник                                      | Січ.             | Лют.             | Бер.             | Квіт.            | Трав.            | Черв.            | Лип.             | Серп.            | Вер.             | Жовт.            | Лист.            | Груд.            |                  |
| Середній максимум, °C                         | 2,78             | 6,32             | 10,40            | 14,64            | 19,01            | 22,80            | 22,02            | 22,01            | 17,37            | 11,24            | 4,40             | −0,49            |                  |
| Середня температура, °C                       | −3,95            | −0,41            | 3,67             | 7,91             | 12,29            | 16,06            | 19,04            | 19,04            | 14,38            | 8,25             | 1,42             | −3,46            |                  |
| Середній мінімум, °C                          | −10,69           | −7,14            | −3,06            | 1,16             | 5,54             | 9,34             | 16,05            | 16,03            | 11,38            | 5,27             | −1,59            | −6,46            |                  |
| Норма опадів, мм                              | 41               | 25               | 19               | 22               | 26               | 31               | 33               | 28               | 27               | 34               | 46               | 47               |                  |
| Середньомісячна швидкість вітру, м/с          | 2.10             | 2.12             | 2.43             | 2.71             | 2.51             | 2.33             | 2.21             | 1.99             | 1.83             | 2.05             | 2.20             | 2.10             |                  |
| Середньомісячна сонячна радіація, кДж/м²·день | 3036             | 6165             | 10715            | 15741            | 19373            | 20980            | 21935            | 18532            | 13033            | 7235             | 3420             | 2378             |                  |
| --------------------------------------------- | ---------------- | ---------------- | ---------------- | ---------------- | ---------------- | ---------------- | ---------------- | ---------------- | ---------------- | ---------------- | ---------------- | ---------------- | ---------------- |
| Джерело:                                      |                  |                  |                  |                  |                  |                  |                  |                  |                  |                  |                  |                  |                  |